# Гамбург-Вальтерсгоф
Вальтерсгоф (нім. Waltershof) — частина району Гамбург-Центр вільного та ганзейського міста Гамбург. Місцевість розташована у західній частині порту Гамбурга, складається майже виключно з портових і промислових об'єктів і тому не має мешканців.